# Jack Richardson
Pour les articles homonymes, voir Jack Richardson (homonymie) et Richardson.
Jack Richardson (de son vrai nom John Howard Richardson) est un acteur américain né à New York le 18 novembre 1870 et décédé à Santa Barbara (Californie) le 12 juin 1960.

## Biographie
Jack Richardson épouse Louise Lester en 1914, puis Florence Stone.

## Filmographie partielle
- 1911 : The Poisoned Flume
- 1911 : The Opium Smuggler
- 1911 : The Boss of Lucky Ranch
- 1911 : Strategy
- 1911 : A Trooper's Heart
- 1911 : The Sheriff's Captive
- 1911 : A Cowboy's Sacrifice
- 1911 : A Western Dream
- 1911 : Branding a Bad Man
- 1911 : A Daughter of Liberty
- 1911 : The Witch of the Range
- 1911 : The Ranch Tenor
- 1911 : The Sheriff's Sisters
- 1911 : Bonita of El Cajon
- 1911 : The Sheepman's Daughter
- 1911 : Rattlesnakes and Gunpowder
- 1911 : $5000 Reward, Dead or Alive
- 1911 : The Broncho Buster's Bride
- 1911 : The Cowboy's Ruse
- 1911 : The Sky Pilot's Intemperance
- 1911 : The Hermit's Gold
- 1911 : The Ranch Chicken
- 1911 : The Parting of the Trails
- 1911 : A Western Waif
- 1911 : The Ranch Girl
- 1911 : The Cowboy and the Artist
- 1911 : The Gun Man
- 1911 : The Circular Fence
- 1911 : The Rustler Sheriff
- 1911 : The Land Thieves
- 1911 : The Horse Thief's Bigamy
- 1911 : The Trail of the Eucalyptus
- 1911 : The Water War
- 1911 : The Test
- 1911 : The Three Shell Game
- 1911 : The Mexican
- 1911 : The Way of the West
- 1911 : The Ranchman's Nerve
- 1912 : The Power of Love
- 1912 : The Range Detective
- 1912 : The Grub Stake Mortgage
- 1912 : The Distant Relative
- 1912 : Where Broadway Meets the Mountains
- 1912 : Love and Lemons
- 1912 : An Innocent Grafter
- 1912 : Society and Chaps
- 1912 : The Tramp's Gratitude
- 1912 : The End of the Feud
- 1912 : The Eastern Girl
- 1912 : The Tell-Tale Shells
- 1912 : Driftwood
- 1912 : The Haters
- 1912 : The Thread of Life
- 1912 : The Wandering Gypsy
- 1912 : The Reward of Valor
- 1912 : The Brand
- 1912 : The Coward
- 1912 : The Law of God
- 1912 : A Life for a Kiss
- 1912 : The Meddlers
- 1912 : After School
- 1912 : The Jealous Rage
- 1912 : The Maid and the Man
- 1912 : The Vengeance That Failed
- 1912 ; The Foreclosure
- 1912 : For the Good of Her Men
- 1912 : Under False Pretenses
- 1912 : The Evil Inheritance
- 1912 : Calamity Anne's Ward
- 1912 : The Simple Love
- 1912 : Her Own Country
- 1912 : The Intrusion at Lompoc
- 1912 : The Thief's Wife
- 1912 : The Recognition
- 1912 : The Blackened Hills
- 1912 : The Girl of the Manor
- 1912 : The Dawn of Passion
- 1912 : The Stranger at Coyote
- 1912 : The Call of the Open Range
- 1912 : The Land of Death
- 1912 : The Fear
- 1912 : The Best Man Wins
- 1912 : The Outlaw Colony
- 1912 : Maiden and Men
- 1912 : Man's Calling
- 1912 : The Greaser and the Weakling
- 1912 : The Animal Within
- 1912 : Loneliness of Neglect
- 1912 : The Reformation of Sierra Smith
- 1912 : Jack of Diamonds
- 1913 : The Adventures of Jacques
- 1913 : Another Man's Wife
- 1913 : Jack Meets His Waterloo
- 1913 : Her Big Story
- 1913 : Boobs and Bricks
- 1913 : The Wishing Seat
- 1913 : An Eastern Flower
- 1913 : Woman's Honor
- 1913 : Angel of the Canyons
- 1913 : Matches
- 1913 : The Finer Things
- 1913 : Women Left Alone
- 1913 : Ashes of Three d'Allan Dwan
- 1913 : The Road to Ruin d'Allan Dwan
- 1915 : The Sheriff of Willow Creek de Frank Cooley
- 1915 : The Valley Feud de Frank Cooley
- 1915 : Broadcloth and Buckskin de Frank Cooley
- 1915 : A Question of Honor de B. Reeves Eason
- 1916 : Wild Jim, Reformer de Frank Cooley
- 1916 : Jack de Frank Borzage
- 1917 : Beware of Strangers
- 1917 : L'Attrait du cirque (The Sawdust Ring) de  Charles Miller et Paul Powell
- 1918 : Desert Law, de Jack Conway
- 1918 : Wife or Country de E. Mason Hopper
- 1919 : Dangerous Hours de Fred Niblo
- 1919 : The Mayor of Filbert (en) de Christy Cabanne
- 1920 : The Silent Avenger de William Duncan
- 1922 : A Dangerous Adventure
- 1923 : Son premier amour (The Daring Years) de Kenneth S. Webb
- 1924 : À travers la tempête (The Fire Patrol) de Hunt Stromberg
- 1928 : Deux Honnêtes Fripouilles (Partners in Crime) de Frank R. Strayer
- 1929 : Au-delà du devoir (The Leatherneck), de Howard Higgin : Officier de cour martiale
- 1941 : The Night of January 16th de William Clemens
- 1944 : La Passion du Docteur Holmes (The Climax) de George Waggner (non crédité)